# 3'-idrossi-N-metil-(S)-coclaurina 4'-O-metiltransferasi
La 3'-idrossi-N-metil-(S)-coclaurina 4'-O-metiltransferasi è un enzima appartenente alla classe delle transferasi, che catalizza la seguente reazione:
S-adenosil-L-metionina + 3′-idrossi-N-metil-(S)-coclaurina ⇄ S-adenosil-L-omocisteina + (S)-reticulina
L'enzima è coinvolto nel metabolismo dell'alcaloide isochinolina nelle piante. Inoltre, catalizza anche la metilazione della (RS)-laudanosolina, dell'(S)-3′-idrossicoclaurina e della (RS)-7-O-metilnorlaudanosolina.